# لوئیس جان کارلینو
لوئیس جان کارلینو (انگلیسی: Lewis John Carlino؛ زادهٔ ۱ ژانویهٔ ۱۹۳۲ – درگذشته ۱۷ ژوئن ۲۰۲۰) یک فیلم‌نامه‌نویس و کارگردان اهل ایالات متحده آمریکا بود.
وی همچنین برنده جوایزی همچون جایزه ساترن شده است.

## فیلم‌شناسی
- The All of It (۲۰۱۰) (فیلم‌نامه)
- Resurrection (۱۹۹۹) (تلویزیون) (داستان)
- Haunted Summer (۱۹۸۸) (نویسنده)
- Class (۱۹۸۳) (کارگردان)
- رستاخیز (۱۹۸۰) (نویسنده)
- سانتینی کبیر (۱۹۷۹) (نویسنده) (کارگردان)
- I Never Promised You a Rose Garden (۱۹۷۷) (فیلم‌نامه)
- The Sailor Who Fell from Grace with the Sea (۱۹۷۶) (داستان)(کارگردان)
- Where Have All the People Gone? (۱۹۷۴) (تلویزیون) (فیلم‌نامه) (داستان)
- Crazy Joe (۱۹۷۴) (نویسنده)
- Doc Elliott (1 episode, 1973) – Pilot (۱۹۷۳) TV episode (نویسنده)
- Honor Thy Father (۱۹۷۳) (CBS miniseries) (نویسنده)
- A Reflection of Fear (۱۹۷۳) (نویسنده)
- مکانیک (۱۹۷۲) (فیلم‌نامه) (داستان) ... aka "Killer of Killers" – USA (reissue title)
- In Search of America (۱۹۷۱) (تلویزیون) (نویسنده)
- Zid i ruza (۱۹۷۰) (تلویزیون) (نویسنده)
- The Brotherhood (۱۹۶۸) (نویسنده)
- Prodajem stara kola (۱۹۶۸) (تلویزیون) (نویسنده)
- The Fox (۱۹۶۷) (فیلم‌نامه)... aka "دیوید هربرت لارنس's The Fox" – آمریکا (complete title)
- Tupp tupp men ingen höna (۱۹۶۶) (تلویزیون) (نویسنده)
- دومی‌ها (۱۹۶۶) (فیلم‌نامه)
- Route 66 (1 episode, 1963) – And Make Thunder His Tribute (۱۹۶۳) TV episode (نویسنده)
- CBS Repertoire Workshop (1 episode) – The Brick and the Rose